# Claire Berger
Pour les articles homonymes, voir Berger.
 (février 2021).
La mise en forme du texte ne suit pas les recommandations de Wikipédia : il faut le « wikifier ».
Les points d'amélioration suivants sont les cas les plus fréquents. Le détail des points à revoir est peut-être précisé sur la page de discussion.
- Les titres sont pré-formatés par le logiciel. Ils ne sont ni en capitales, ni en gras.
- Le texte ne doit pas être écrit en capitales (les noms de famille non plus), ni en gras, ni en italique, ni en « petit »…
- Le gras n'est utilisé que pour surligner le titre de l'article dans l'introduction, une seule fois.
- L'italique est rarement utilisé : mots en langue étrangère, titres d'œuvres, noms de bateaux, etc.
- Les citations ne sont pas en italique mais en corps de texte normal. Elles sont entourées par des guillemets français : « et ».
- Les listes à puces sont à éviter, des paragraphes rédigés étant largement préférés. Les tableaux sont à réserver à la présentation de données structurées (résultats, etc.).
- Les appels de note de bas de page (petits chiffres en exposant, introduits par l'outil «  Source ») sont à placer entre la fin de phrase et le point final[comme ça].
- Les liens internes (vers d'autres articles de Wikipédia) sont à choisir avec parcimonie. Créez des liens vers des articles approfondissant le sujet. Les termes génériques sans rapport avec le sujet sont à éviter, ainsi que les répétitions de liens vers un même terme.
- Les liens externes sont à placer uniquement dans une section « Liens externes », à la fin de l'article. Ces liens sont à choisir avec parcimonie suivant les règles définies. Si un lien sert de source à l'article, son insertion dans le texte est à faire par les notes de bas de page.
- La présentation des références doit suivre les conventions bibliographiques. Il est recommandé d'utiliser les modèles {{Ouvrage}}, {{Chapitre}}, {{Article}}, {{Lien web}} et/ou {{Bibliographie}}. Le mode d'édition visuel peut mettre en forme automatiquement les références.
- Insérer une infobox (cadre d'informations à droite) n'est pas obligatoire pour parachever la mise en page.

Pour une aide détaillée, merci de consulter Aide:Wikification.
Si vous pensez que ces points ont été résolus, vous pouvez retirer ce bandeau et améliorer la mise en forme d'un autre article.
Claire Berger est une physicienne française directrice de recherche au CNRS (DR1) et Professeure à l’Institut de Technologie de Georgia, aux États-Unis (Georgia Institute of Technology) dans le laboratoire  « epitaxial graphen Lab »,. Ses travaux se concentrent principalement l’étude du graphène sur silicon carbide à des fins technologiques.
Ses contributions majeures concernent la croissance épitaxiale d’h-BN sur graphène par épitaxie en phase vapeur aux organométalliques, ainsi que la découverte du transport balistique à température ambiante dans des nano-rubans de graphène épitaxial sur des distances de quelques dizaines de micromètres.

## Études
Claire Berger a obtenu son doctorat de physique à l'université Joseph Fourier à Grenoble en 1987 pour sa thèse intitulée « Propriétés électroniques des alliages quasicristallins AlMn ».

## Distinctions
Chercheuse sur la liste des 1 % des scientifiques les plus cités en physique pendant six années consécutives 2019-2014.
Récipiendaire du prix Louis-Ancel (Société française de physique) en 2001 et de la médaille de bronze du CNRS en 2013.

## Sélection de publications
Claire Berger est co-autrice de plus de 200 publications parmi lesquelles :
- Exceptional ballistic transport in epitaxial graphene nanoribbons. J. Baringhaus, M. Ruan , F. Edler, A. Tejeda, M. Sicot, A. Taleb-Ibrahimi, A.P. Li, Z. Jiang, E.H. Conrad, C. Berger, C. Tegenkamp, W. A. de Heer. Nature 506, 349 (2014).
- Crystalline Silicon Transfer: A “Top-Down” Solution to Integrate Epitaxial Graphene into Silicon CMOS. R. Dong, Z. Guo, M. Ruan, J. Kunc, S. K Bhattacharya, C. Berger, W. A. de Heer. J. Phys D 47, 094001 (8pp) (2014).
- A wide band gap metal-semiconductor-metal nanostructure made entirely from graphene. J. Hicks, A. Tejeda, A. A. Taleb-Ibrahimi, M.S. Nevius, F. F. Wang, K. Shepperd, J. J. Palmer, F. Bertran, P. Le Fèvre, J. Kunc, W. A. de Heer, C. Berger, E.H. Conrad. Nature Physics 9, 49 (2013).
- Record Maximum Oscillation Frequency in C-face Epitaxial Graphene transistors. Z. Guo, R. Dong, P.S. Chakraborty, N. Lourenco, J. Palmer, Y. Hu, M. Ruan, J. Hankinson, J. Kunc, J. D. Cressler, C. Berger, W. A. de Heer. Nano Letters 13, 942 (2013).
- Epitaxial graphene on silicon carbide: Introduction to structured graphene. M. Ruan, Y. Hu, Z. Guo, R. Dong, J. Palmer, J. Hankinson, C. Berger, W. A. de Heer. MRS Bulletin 37, 1146 (2012).